# Alexandre Taneïev
Alexandre Sergueïevitch Taneïev (en russe : Алекса́ндр Серге́евич Тане́ев, 1850 - 1918) est un compositeur, noble et fonctionnaire russe.
Il était membre de la noblesse et son père était membre de la Chancellerie personnelle de l'empereur, il  reprit la suite de son père et servit pendant vingt deux années la même chancellerie. Il fut aussi membre du Conseil d'État.
Il fut élève de Rimski-Korsakov et connu pour deux opéras, quatre symphonies, trois quartets à cordes.
Sa famille est connue pour Sergueï Taneïev, aussi compositeur, et sa fille Anna, dame d'honneur et confidente de la tsarine.